# Dominik Höfel
Dominik Höfel (* 22. Jänner 1987 in Wien) ist ein österreichischer Fußballspieler auf der Position eines Mittelfeldspielers. Zurzeit spielt er beim SV Mattersburg in der Bundesliga, der höchsten österreichischen Spielklasse.

## Karriere

### Jugend
Höfel begann seine Karriere beim SV Schwechat, wo er von 1993 bis 1996 in diversen Jugendmannschaften aktiv war. 1996 wechselte er in die Akademie des VfB Admira Wacker Mödling, wo er insgesamt sieben Jahre blieb, ehe er zu Schwechat zurückkehrte.

### Vereinskarriere
2007 kam er in die erste Mannschaft des Regionalligisten und wurde insgesamt 30 Mal eingesetzt. Der Verein stieg von der Regionalliga Ost in die Wiener Liga ab und konnte im darauffolgenden Jahr den Wiederaufstieg mit Höfel im Mittelfeld schaffen. Nach einer weiteren Saison in der Regionalliga wechselte er 2010 zum Bundesligisten SV Mattersburg, wo er anfangs bei den Amateuren (in der Regionalliga Ost tätig) aktiv war. In seiner ersten Saison kam er auf 30 Einsätze und neun Treffer. Diese guten Leistungen veranlassten Franz Lederer, Trainer der ersten Mannschaft, dazu den Mittelfeldspieler sein Debüt in der höchsten österreichischen Spielklasse zu ermöglichen.
Höfel wurde am 25. Mai 2011 gegen den SC Wiener Neustadt in der 80. Minute für den Mazedonier Ilco Naumoski eingewechselt. Das Spiel im Pappelstadion endete 1:1, wobei Höfel das Tor der Mattersburger auflegte.